# Piccio Raffanini
Piccio Raffanini (* 22. Februar 1946 in Florenz) ist ein italienischer Regisseur.
Raffanini trat in erster Linie als Regisseur von Werbefilmen und Fernsehsendungen wie „Sotto le stelle“ oder „Media/Mente“ in Erscheinung. Sein einziger Kinofilm war der selbstgeschriebene erotische Thriller Pathos – Un sapore di paura, wegen dessen Videoclipästhetik und -technik die Zuschauer enttäuscht die Säle verließen und die Kritiker nur Verrisse schrieben.

## Filmografie
- 1987: Rausch der Begierde (Pathos – Un sapore di paura)